# Eddie Polo

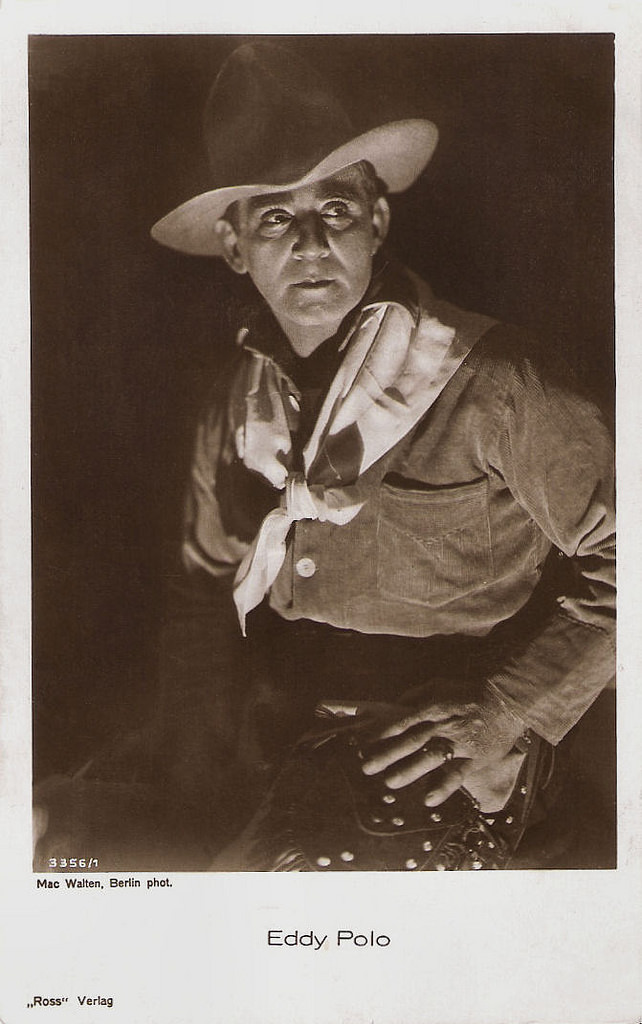
Eddie Polo (etwa 1928)

Eddie Polo (* 1. Februar 1875 in Los Angeles; † 14. Juni 1961 in Hollywood; eigentlich Edward W. Wyman) war ein US-amerikanischer Schauspieler, Regisseur und ein Star des amerikanischen und deutschen Sensationsfilms und Stummfilmwesterns.

## Leben
Eddie Polo hatte seit seiner Jugendzeit als Zirkusartist (Teil einer Luftakrobatennummer) gearbeitet. Im Jahr 1913 verpflichtete ihn eine Filmgesellschaft als Stuntman für ihre Western, zwei Jahre darauf begann er reguläre Rollen zu übernehmen. Der athletische Polo entwickelte sich in kürzester Zeit zum Star des billig hergestellten, aber (für damalige Zeiten effektvollen) Serienwestern. Mit dem Titelhelden in der Cyclone-Smith-Filmreihe konnte er sich in den frühen Jahren nach Ende des Ersten Weltkriegs endgültig durchsetzen. Sein Beiname „Herkules der Leinwand“ wurde zum Programm. Polo erledigte all seine Stunts selbst; 1915 war er der erste Mann, der mit einem Fallschirm vom Eiffelturm sprang.
1922 kam Polo für seinen ersten deutschsprachigen Film nach Österreich, 1926 ließ er sich die kommenden sechs Jahre in Deutschland nieder. Als „Eddy Polo“ konnte er, trotz seines mittlerweile fortgeschrittenen Alters, beachtliche Erfolge im Sensationsfilmgenre verzeichnen. Er spielte aber auch weiterhin Hauptrollen in ganz auf seine Person zugeschnittenen Western. Nach einem späten Tonfilm-Einstieg – Polo erhielt in dem Sensationsfilm seines italienischen Konkurrenten Luciano Albertini Es geht um alles nur noch eine Nebenrolle – kehrte Polo in die USA zurück. Dort fand er beim Kino zunächst keine Arbeit mehr und musste sich die gesamte Dauer des Zweiten Weltkriegs mit zum Teil winzigen Chargenauftritten begnügen.
Eddie Polos Tochter Malvina Polo (1903–2000) trat in den frühen 1920er Jahren gleichfalls vor die Kamera, sein Bruder Sam Polo (1872–1966) war ebenfalls Stummfilmschauspieler und überdies (in späteren Jahren) ein gefragter Maskenbildner.

## Filmografie (Auswahl)
| - 1913: The Light Woman - 1915: The Palace of Dust - 1915: The Broken Coin - 1915: Graft - 1916: Heritage of Hate - 1916: Liberty – A Daughter of the U.S.A. - 1917: A Kentucky Cinderella - 1917: The Bronze Bride - 1917: The Gray Ghost - 1917: Money Madness - 1918: Bull’s Eye - 1918: Lure of the Circus - 1919: Cyclone Smith Plays Trumpet - 1919: Cyclone Smith’s Partner - 1919: Cyclone Smith’s Vow - 1920: The Vanishing Dagger - 1920: King of the Circus - 1921: The Secret Four - 1921: Do or Die - 1921: The Terror Streak - 1922: Captain Kidd - 1922: With Stanley in Africa - 1922: Der Fluch der Habgier - 1923: Dangerous Hour - 1923: Prepared to Die | - 1924: Circus Lure - 1926: Die Eule (auch Regie) - 1927: Der Geheimtresor (auch Regie) - 1928: Eddy Polo mit Pferd und Lasso (auch Regie) - 1928: Eddy Polo im Wespennest - 1928: Hände hoch, hier Eddy Polo - 1928: Der gefesselte Polo - 1928: Ist Eddy Polo schuldig? - 1929: Rache für Eddy - 1929: Der Teufelsreporter - 1929: Auf der Reeperbahn nachts um halb eins - 1929: Geheimpolizisten - 1929: Auf Leben und Tod - 1930: Zeugen gesucht - 1932: Es geht um alles - 1939: It’s a Date - 1940: Son of Roaring Dan - 1940: Spring Parade - 1941: Der Wolfsmensch (The Wolf Man) - 1942: The Secret Code - 1942: Deep in the Heart of Texas - 1943: Honeymoon Lodge - 1943: Crazy House - 1944: The Climax - 1945: Erfüllte Träume (Two Sisters From Boston) |